# باتادومبالنا
باتادومبالنا یک محوطه باستان‌شناسی با شواهدی از سکونت از ۸۰۰۰ سال قبل از میلاد مربوط به انسان بالانگودا است. این محوطه در ۸۵ کیلومتر (۵۲٫۸ مایل) کلمبو پایتخت سریلانکا واقع شده و دو ساعت رانندگی از کلمبو است.
بنا به گفته پروفسور پل ملارز، باستان‌شناس دانشگاه کمبریج، کاوشگاه باستان‌شناسی باتادومبالنا حاوی شواهدی از سکونت در ۸۰۰۰ سال قبل از میلاد است و یکی از مکان‌هایی است که اکتشافات آن فرضیه " خروج از آفریقا " را تأیید می‌کند. در میان شواهدی که او در این مکان کشف کرد، ابزارهای سنگی بود که به عنوان پیکان یا سرنیزه و مهره‌های سوراخ‌دار و دقیق ساخته شده از تکه‌های پوسته تخم شترمرغ تعبیر می‌شوند. یک قطعه خاص از پوسته تخم شترمرغ، که با یک نقش متقابل متمایز حکاکی شده‌است، نیز کشف شده‌است.
غار باتادومبالنا تقریباً ۵۰ در ۶۰ در ۸۰ فوت (۱۵ در ۱۸ در ۲۴ متر) اندازه دارد.